# Susan Kare
Susan Kare (Ithaca, 1954) is een Amerikaans grafisch ontwerpster.
Kare werkte voor Apple Computer van 1983 tot 1986 en ontwierp daar vele lettertypen voor de Apple Macintosh-interface, waaronder Chicago, New York, Monaco en Geneva.
Ze ontwierp ook het DogCow-logo, het Happy Mac-opstartlogo en het commandtoets-symbool.
Kare leidt nu haar eigen design consultancy bureau Kare.com.
- Bibsys: 14023639
- Gemeinsame Normdatei: 128843128
- International Standard Name Identifier: 0000 0000 3070 4237
- Library of Congress Control Number: n87138860
- SNAC: w6tj64tg
- Union List of Artist Names: 500471831
- Virtual International Authority File: 26116398
- WorldCat: E39PBJht4b7jX9qRjyWB6Ybrv3